# CSCW
CSCW er en forkortelse for den engelske betegnelse computer supported cooperative work, som i en dansk oversættelse vil være computerstøttet samarbejde. CSCW udspringer af menneske-datamaskine interaktion-området og fokuserer på, hvordan mennesker samarbejder gennem computere.
| Programmering | Spire Denne artikel om datalogi eller et datalogi-relateret emne er en spire som bør udbygges. Du er velkommen til at hjælpe Wikipedia ved at udvide den. |